# 折叠萝卜螺
折叠萝卜螺（学名：Radix plicatula）为椎实螺科萝卜螺属的动物，俗名椎实螺、痕螺。分布于俄罗斯以及中国大陆的黑龙江、吉林、河北、甘肃、浙江、江苏、江西、湖北、湖南、福建、广东等地，多见于小水洼、池塘、湖泊、水库、小溪、灌溉沟渠、水田以及咸淡湖泊温泉。